# Calochilus
Calochilus es un género de orquídeas de hábito terrestre. Tiene 27 especies. Es originario de  Nueva Guinea hasta Nueva Zelanda y Nueva Caledonia.
Son plantas herbáceas de hábito terrestre, caducifolias con raíces subterráneas tuberosas que producen una solitaria inflorescencia erecta. Se asemeja al género Caladenia.

## Especies deCalochilus
1. Calochilus ammobius D.L.Jones & B.Gray, Orchadian 14: 85 (2002).
2. Calochilus caeruleus L.O.Williams, Bot. Mus. Leafl. 12: 151 (1946).
3. Calochilus caesius D.L.Jones, Orchadian 14(8: Sci. Suppl.): iv (2004).
4. Calochilus kalaru D.L.Jones, Orchadian 16: 88 (2008).
5. Calochilus campestris R.Br., Prodr.: 320 (1810) - especie tipo
6. Calochilus cleistanthus D.L.Jones, Orchadian 14(8: Sci. Suppl.): v (2004).
7. Calochilus gracillimus Rupp, Victorian Naturalist 60: 28 (1943).
8. Calochilus grandiflorus (Benth.) Domin, Biblioth. Bot. 20: 551 (1915).
9. Calochilus holtzei F.Muell., Bot. Centralbl. 50: 127 (1892).
10. Calochilus kalaru D.L.Jones, Orchadian 16: 88  (2008).
11. Calochilus imperiosus D.L.Jones, Orchadian 14(8: Sci. Suppl.): v (2004).
12. Calochilus metallicus D.L.Jones, Orchadian 14(8: Sci. Suppl.): vi (2004).
13. Calochilus montanus D.L.Jones, Austral. Orchid Res. 5: 66 (2006).
14. Calochilus neocaledonicus Schltr., Bot. Jahrb. Syst. 39: 43 (1906).
15. Calochilus paludosus R.Br., Prodr.: 320 (1810).
16. Calochilus platychilus D.L.Jones, Orchadian 15: 547 (2008).
17. Calochilus praealtus D.L.Jones, Austral. Orchid Res. 5: 66 (2006).
18. Calochilus pruinosus D.L.Jones, Austral. Orchid Res. 5: 67 (2006).
19. Calochilus psednus D.L.Jones & Lavarack, Proc. Roy. Soc. Queensland 100: 101 (1989).
20. Calochilus pulchellus D.L.Jones, Austral. Orchid Res. 5: 68 (2006).
21. Calochilus richae Nicholls, Victorian Naturalist 45: 233 (1929).
22. Calochilus robertsonii Benth., Fl. Austral. 6: 315 (1873).
23. Calochilus russeus D.L.Jones, Orchadian 14(8: Sci. Suppl.): vii (2004).
24. Calochilus sandrae D.L.Jones, Austral. Orchid Res. 5: 69 (2006).
25. Calochilus stramenicola D.L.Jones, Austral. Orchid Res. 5: 70 (2006).
26. Calochilus therophilus D.L.Jones, Austral. Orchid Res. 5: 71 (2006).
27. Calochilus uliginosus D.L.Jones, Austral. Orchid Res. 5: 72 (2006).